# 福井巨龍屬
福井巨龍（屬名：Fukuititan，意為「福井縣的泰坦」）是一屬巨龍形類的蜥腳下目恐龍，生存於白堊紀早期的阿普第階，約1億2500萬年前。地理範圍相當於現在的東亞。

## 發現及研究
模式種日本福井巨龍（F. nipponensis）於2010年由日本古生物學家、福井縣立恐龍博物館的東洋一、柴田正輝所敘述、命名；屬名和種名都取自發現地。過去對於日本地區的巨龍形類瞭解相當有限，福井巨龍成為該類群在當地第一種發現相對完整的標本，並暗示著白堊紀早期東亞的巨龍形類多樣性及地理分布比過去認為的要廣得多。正模標本FPDM-V8468是在日本福井縣勝山市北谷町杉山河的北谷恐龍遺址，屬於手取群赤岩亞群的北谷組地層中發現，年代可追溯至白堊紀早期巴列姆階至阿普第階，約1億2500萬年前。2006年首次發現化石，並於2007年7月至2008年夏季挖掘出土。是一副部分骨骼，包含牙齒、頸椎、左肩胛骨、右肱骨、左右橈骨、右後肢中段、右股骨、右脛骨、左小腿骨、薦骨、三個尾椎。

## 敘述
福井巨龍是相對小型的蜥腳類，身長10公尺。獨特的衍化特徵（自衍徵）包含：齒冠的不對稱延伸，外側凹槽形狀不明顯或缺乏，內側缺乏空隙；頸椎有莖狀的外關節突；肱骨上部寬度為長度的32％；指骨長度為橈骨的48％；薦骨末端略微擴張。

## 分類
東洋＆柴田（2010）將福井巨龍分類為巨龍形類，主要是依據對應尾椎形狀與北方龍相似。‪Michael D. D'Emic（2012）將牠置於更基礎的大鼻龍類。Philip D. Mannion等人（2013）將牠重新列為巨龍形類。José Luis Sanz等人（2014）將牠分類到更進階的多孔椎龍類。